# 엄청나게 시끄럽고 믿을 수 없게 가까운 (영화)
《엄청나게 시끄럽고 믿을 수 없게 가까운》(Extremely Loud and Incredibly Close)은 조너선 새프런 포어의 동명의 소설을 각색한 2011년 공개된 미국의 드라마 영화로, 스티븐 달드리가 감독, 에릭 로스가 각본을 맡았다. 톰 행크스, 샌드라 불록, 토머스 혼, 막스 폰 쉬도브, 비올라 데비이스, 존 굿맨, 제프리 라이트, 조이 칼드웰등이 출연했다. 제작은 뉴욕에서 이뤄졌다. 워너 브라더스 픽쳐스에 의해 2011년 12월 25일 미국에서 제한 상영되었고, 2012년 1월 20일에 개봉이 확대되었다. 상반된 평가속에서도 아카데미 시상식에서 작품상과 폰 쉬도브의 남우조연상 두 개 부문 후보에 올랐다.

## 줄거리
9살 오스카 쉘은 자폐 성향을 가진 아이로, 뉴욕에서 부모님과 함께 살고 있다. 그는 아빠와 특히 가까운데, 아빠는 그에게 뉴욕의 '잃어버린 6번째 자치구'를 찾는 임무를 주며 세상을 탐험하고 다른 사람들과 소통하도록 이끌었다. 2001년 9월 11일, 학교가 일찍 끝나고 집에 돌아온 오스카는 세계무역센터에서 아빠가 남긴 6개의 자동응답기 메시지를 발견한다. 아빠의 죽음을 이해하지 못하고 장례식에서 분노한 오스카는, 1년 후 아빠의 물건들을 숨겨둔 비밀 장소에서 'Black'이라는 글자가 적힌 봉투와 열쇠를 발견하고, 그 열쇠에 맞는 자물쇠를 찾는 것에 집착하게 된다.
그는 뉴욕 전화번호부에서 'Black'이라는 성을 가진 472명을 찾아 모두 만나보기로 결심하고, 점차 멀어지는 엄마에게 거짓말을 하며 외출한다. 여러 사람들을 만나지만 실마리를 찾지 못하고, 그러던 중 할머니의 집에 세들어 살고 있는 은둔형 노인을 만나 함께 도시를 탐험하게 된다. 오스카는 그에게 속마음을 털어놓으며 대중교통이나 다리에 대한 두려움을 극복하고, 노인이 자신의 할아버지라는 것을 깨닫는다. 오스카는 아빠의 메시지를 들려주지만, 할아버지는 마지막 메시지 듣는 것을 거부하고 떠나려 한다.
오스카는 아빠의 신문 스크랩에서 부동산 판매 전화번호를 발견하고, 그 번호로 전화를 걸어 아비 블랙을 만난다. 아비는 오스카를 전 남편 윌리엄에게 데려가고, 윌리엄은 오스카의 열쇠가 자신의 아버지가 남긴 것이라는 것을 알게 된다. 오스카는 9.11 당일 6번째 전화가 왔지만 두려워서 받지 못했던 것을 고백하고, 그 후 엄마가 알지 못하도록 자동응답기를 교체했었다고 털어놓는다. 그는 열쇠를 윌리엄에게 맡기고 뛰쳐나간다.
오스카는 자신의 방에서 그동안 모았던 자료를 파괴하려 하지만, 엄마가 그의 모든 외출을 알고 있었으며, 그가 만날 사람들을 미리 만나 준비했었다는 것을 알게 된다. 엄마의 사랑을 깨달은 오스카는 아빠의 죽음을 받아들이고, 만났던 사람들에게 감사 편지를 쓰고, 할아버지에게도 집에 돌아오라고 편지를 쓴다. 할아버지는 다시 돌아오고, 오스카는 자신의 모험을 담은 팝업북을 엄마에게 선물한다. 얼마 후, 오스카는 아빠와 자주 갔던 공원에서 아빠의 마지막 메시지를 발견하고, 슬픔을 극복하며 성장한다.

## 배역
- 토머스 혼 - 오스카 쉘
- 막스 폰 쉬도브 - 세입자
- 샌드라 불록 - 린다 쉘
- 톰 행크스 - 토머스 쉘
- 비올라 데이비스 - 애비 블랙
- 매디슨 아놀드 (Madison Arnold) - 앨런 블랙
- 존 굿맨 - 수위 스탠
- 제프리 라이트 - 윌리엄 블랙
- 조이 칼드웰 - 오스카 할머니
- 헤이젤 굿맨 - 헤이젤 블랙
- 애드리언 마르티네즈 - 헥터 블랙
- 스티븐 헨더슨 - 열쇠공 월트